# Концерт для фортепиано с оркестром (Лигети)
Концерт для фортепиано с оркестром ― пятичастное сочинение Дьёрдя Лигети, посвящённое американскому дирижёру Марио ди Бонавентура, впервые представившему данную пьесу.

## Лигети о концерте
Композитор так писал о произведении:
В Фортепианном концерте я представляю своё творческое кредо, а именно: я демонстрирую свою независимость от критериев традиционного авангарда, а также модного ныне постмодернизма. Создание музыкальных иллюзий, которые я считаю столь важными, ― это не самоцель, а основа моего эстетического мироощущения. Я предпочитаю музыкальные формы, имеющие скорее предметный, чем процессуальный характер. Музыка ― это как «застывшее» время, как объект воображаемого пространства, как творение, реально развивающееся во времени, но в воображении все её моменты существуют одновременно. «Заклинание» времени <…> ― вот мой главный замысел как композитора.

## История
Первые наброски концерта появились в 1980 году, но только в 1985 году Лигети решил всерьёз приняться за работу над ним. По словам Ричарда Штейница, композитору удалось написать первую страницу сочинения с двадцать первой попытки.
Первые три части концерта были впервые исполнены в Граце 23 октября 1986 года Венским филармоническим оркестром. В следующем году Лигети добавил к произведению ещё две части, и окончательная партитура пьесы была готова к январю 1988 года. Композитор писал: «прослушав произведение дважды [в 1986 году], я пришёл к выводу, что третья часть не является адекватным финалом; концерт требовал продолжения и существенного дополнения». Премьера концерта из пяти частей состоялась 29 февраля 1988 года в Концертхаусе в исполнении симфонического оркестра Австрийского радио.

## Исполнительский состав
Концерт написан для фортепиано и оркестра, состоящего из флейты, гобоя, кларнета, фагота, валторны, трубы, тенорового тромбона, цуг-флейт, губной гармошки (Chromonica 270 фирмы Hohner), ударных и струнных (6–8 первых скрипок, 6–8 вторых скрипок, 4–6 альтов, 4–6 виолончелей и 3–4 контрабаса).
Ударные инструменты: треугольник, тарелки, античные тарелочки, 4 коробочки, 5 темпл-блоков, бубен, малый барабан, 3 бонго, 4 том-тома, большой барабан, гуиро, кастаньеты, хлопушка-бич, флексатон, колокольчики и ксилофон.

## Структура
Концерт состоит из пяти частей:
1. Vivace molto ritmico e preciso
2. Lento e deserto
3. Vivace cantabile
4. Allegro risoluto
5. Presto luminoso

Во время сочинения произведения Лигети работал над своей первой книгой фортепианных этюдов, и в концерте можно услышать полиритмы, многочисленные смещения акцентов и изменения темпа, столь характерные для этих пьес.
Первая часть в ритмическом отношении походит на первый этюд Лигети («Désordre»). На протяжении всей части используются два тактовых размера: 4/4 и 12/8. В медленной второй части можно услышать мотив из шестого этюда («Automne à Varsovie»). Эта мелодия также лежит в основе третьей части. Четвёртая часть концерта, по словам самого Лигети, «более фрагментарная, чем остальные части». При её создании композитор вдохновлялся компьютерными изображениями фракталов (таких, как множество Жюлиа или множество Мандельброта). Пятая часть по характеру напоминает первую, и в ней одновременно используются три взаимосвязанных тактовых размера.